# 1992年欧共体监测直升机击落事件
1992年欧共体监测直升机击落事件是一场1992年1月7日在克罗地亚独立战争期间发生的空难。5名欧共体观察员乘坐的直升机于克罗地亚新马罗夫附近的Podrute村上空被一架南斯拉夫空军所属的米格-21战斗机击落。一名意大利军官与一名法国军官死于事故，另有三名意大利士官身亡。编队中另一架欧共体观察团的直升机紧急降落，机组人员与机上的外交官全数生还。该事件遭到联合国安理会与欧共体的谴责。南斯拉夫当局因此将空军负责人停职，国防部长韦利科·卡迪耶维奇亦因此辞职。这起空难发生在克罗地亚独立战争第一阶段结束后，不久后克罗地亚获得国际承认。
米格-21战斗机的飞行员在事件后失踪。他被克罗地亚当局通过缺席审判的方式定罪判刑。随后他在2001年于匈牙利被逮捕并被引渡到意大利，被定罪并判处15年监禁。2006年他被移交给塞尔维亚以执行剩余刑期，但在2008年获释。2名其他南斯拉夫军官于2013年在意大利以缺席审判方式定罪。塞尔维亚被要求支付遇难者亲属的经济损失。遇难者分别被意大利与法国追授荣誉。

## 背景
1990年，克罗地亚社会主义共和国执政党在选举中失利，族裔紧张局势进一步恶化。 南斯拉夫人民军（Jugoslovenska Narodna Armija  - JNA）没收了克罗地亚边防军（Teritorijalna obrana  - TO）的武器，以削弱其抵抗。 8月17日，紧张局势升级，克罗地亚塞族人发动叛乱， 集中爆发在克宁附近的达尔马提亚内陆塞族聚居区和利卡、科尔敦、巴诺维纳与克罗地亚东部的一部分地区。
1991年五月，在塞族叛乱分子与克罗地亚特警间发生帕克拉茨冲突后，叛乱演变为克罗地亚独立战争。南斯拉夫人民军介入，克罗地亚塞族叛乱分子渐渐获得支持。四月初，克罗地亚塞族叛乱的领导人宣布意欲将其控制下的圣克拉伊纳并入塞尔维亚。五月，克罗地亚政府成立了克罗地亚国民警卫队（Zbor narodne garde -ZNG），但其发展受到了九月开始的的联合国军火禁运阻碍。根据布里俄尼协定，欧洲共同体成立了一个观察员特派团，定名为欧洲共同体观察团（ECMM）。特派团的任务是监视在邻国斯洛文尼亚的十日战争交战方是否停火，并确保南斯拉夫人民军撤出斯洛文尼亚。然而，8月16日，一架观察团的直升机在斯拉沃尼亚西部被克罗地亚塞族武装枪支击中，一名飞行员受伤。这导致欧共体观察团在9月1日将工作范围正式扩展到克罗地亚地区。
10月8日，克罗地亚宣布从南斯拉夫独立。一个月后，克罗地亚国民警卫队更名为克罗地亚陆军（Hrvatska vojska -HV）。1991年南斯拉夫在克罗地亚的军事行动于围攻杜布罗夫尼克和武科瓦尔战役期间达到高潮，战争进入白热化。 11月，克罗地亚、塞尔维亚和南斯拉夫国防军就万斯计划达成一致，三方承诺停火，保护被划为联合国保护区的平民，并允许联合国维和部队进驻克罗地亚。 停火协议于1992年1月3日生效。在1991年12月，欧共体宣布将于1992年1月15日正式给予克罗地亚外交承认。

## 空难

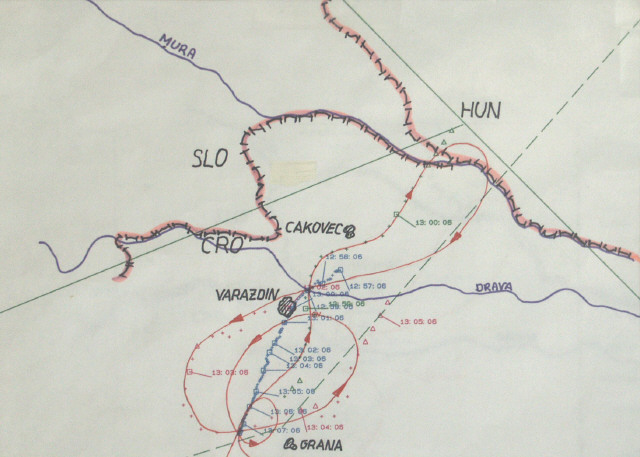
奥地利联邦军的雷达图示

1992年1月7日，两架欧共体观察团驾驶的意大利军队贝尔206直升机从匈牙利进入克罗地亚领空。这两架直升机涂装为白色，无武器，从南斯拉夫首都贝尔格莱德途经匈牙利考波什堡，前往萨格勒布。贝尔格莱德当局宣称，两架直升机获准飞往匈牙利，但飞行员已被警告不得前往萨格勒布，因为克罗地亚领空禁飞。欧共体对此并未理会，表示此次飞行已经事先得到了南斯拉夫空管的许可。南斯拉夫空军行动中心已被告知这一许可，但相关指令并未被转告位于波斯尼亚和黑塞哥维那比哈奇的第五航空军。

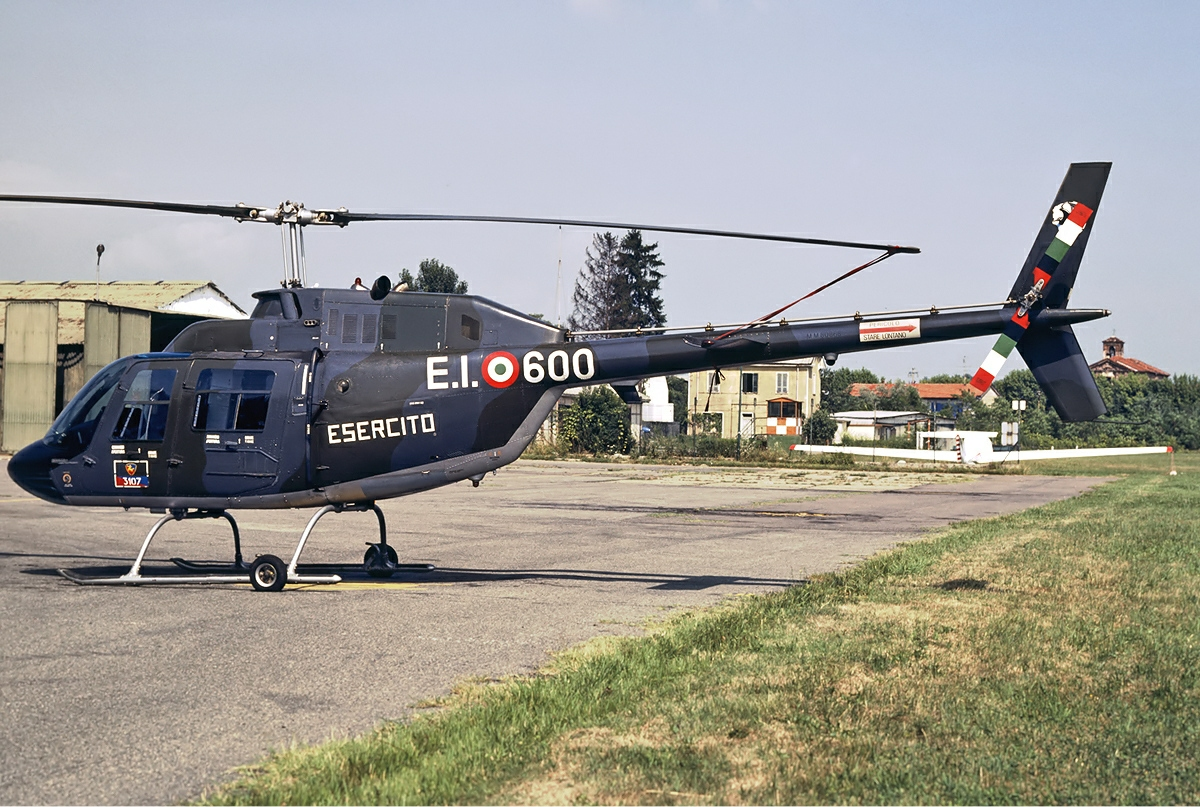
与这一事件中类似的一架意大利军队的贝尔206直升机

两架直升机于比哈奇附近被南斯拉夫空军雷达发现。两架正在Željava空军基地待命的米格-21战斗机接到命令升空拦截。这两架米格-21战斗机隶属于第117战斗机大队的第125中队，驾驶员是埃米尔·施施基中尉（Emir Šišić）与丹尼尔·波洛维奇上尉（Danijel Borović）。 然而，波洛维奇表示他的飞机引擎出现问题，施施基便独自起飞。施施基被导航至3000米高度（9800英尺）接近两架直升机，随后接到环绕一整圈的命令。他在转弯时注意到，直升机在他的下方飞行，高度为600米（2000英尺）。施施基请求进一步命令，随后被告知要将这两架直升机击落。这一命令由Željava空军基地的值班军官，都布利沃耶·欧帕奇基中校（Dobrivoje Opačić）签署。
施施基追上两架直升机，在直升机前方开火。但由于他的飞机没有装备曳光弹，直升机驾驶员无法观察到他们正被攻击。此时，战斗机时速为1000千米（540节），他切换到导弹攻击并捕获目标。施施基发射了两枚红外制导R-60导弹。 一枚导弹由两架直升机中间穿过，二另一枚击中了领航直升机的引擎。这架直升机坠毁于萨格勒布北方，新马罗夫市所辖地区的Podrute村附近。第二架直升飞机迫降以躲避攻击。

## 事故后
五名欧共体观察员死于此次攻击，其中包括四名意大利人和一名法国人。 遇难者为直升机飞行员恩佐·文图里尼中校，副驾飞行员马可·马塔军士长，菲奥伦佐·拉马琪士官长，希维诺·纳塔莱士官长，以及海军中尉 让-鲁·伊彻内的。 意大利乘员来自第5航空军。 第二架直升飞机所载的一名外交官与三名意大利欧共体观察员没有受伤。 警察、ECMM工作人员和新闻记者前往了坠机地点，欧洲共同体的代表前往了贝尔格莱德听取南斯拉夫当局的事故报告。南斯拉夫空军的行动受到了欧洲安全与合作组织、联合国安理会与欧共体部长理事会的谴责。 意大利驻南斯拉夫大使被召回罗马协商对策。随后，意大利取消与南斯拉夫的航空协议，造成南斯拉夫航空取消贝尔格莱德–罗马的航班。 此外，欧共体观察团行动暂停数日。
南斯拉夫国防部宣布启动了对一名军官的刑事指控对与四名其他人员的军纪纠察。 南斯拉夫空军的指挥官，兹文科·由列维奇（Zvonko Jurjević）大将被停职。 联邦国防部长， 维列科·卡迪耶维奇（Veljko Kadijević）将军正式道歉并引咎辞职。施施基在1992年于贝尔格莱德接受军事法庭审判，他宣称，他是朝着一架非法护航欧共体观察团直升机的克罗地亚国民警卫队直升机开火的，因此他被判无罪。在2008年的一次采访中，施施基称，欧共体观察团的飞机是被第三架直升机爆炸时产生的火球击中而坠毁的。他的主张与坠毁现场目击者的证明相矛盾，也和Željava空军基地的雷达数据不一致。雷达显示，这时只有两架航空器飞往萨格勒布。
施施基与欧帕奇基在克罗地亚被以缺席审判方式定罪并被判处20年监禁。波洛维奇在事件一个月后叛逃至克罗地亚，在法庭上作证指控施施基。2001年5月9日，施施基在穿越霍尔戈什与勒斯凯间的边境时被匈牙利警方逮捕。克罗地亚与意大利均发出引渡请求。最终，他于2002年6月被引渡至意大利，随后被审判，定罪为5项谋杀罪与制造空难罪，判处15年监禁。2006年，他被移交给塞尔维亚执行剩余刑期。2008年，塞尔维亚当局将其释放。
2013年，罗马上诉法院对欧帕奇基（Opačić）、第五航空军司令柳波米尔·巴耶奇将军（Ljubomir Bajić），南斯拉夫空军贝尔格莱德指挥中心首长波兹达尔·马蒂诺维奇上校（Božidar Martinović）进行了缺席审判。欧帕奇基与巴耶奇被定罪并判处28年监禁，而马蒂诺维奇无罪。法庭同时要求塞尔维亚支付给遇难者家属暂定总数为950,000欧元的赔偿款。在2008年的采访中，施施基表示他对机组人员的死感到遗憾，但对自己的行为毫不后悔。
1993年5月25日，意大利为四位遇难的意大利籍欧共体观察员追授金质勇气勋章，为在第二架直升机中幸存的三位意大利人授予银制勇敢勋章。 伊彻内于1992年1月7日被追晋为少校，同年4月14日表彰为归因于法兰西烈士。 他被授予荣誉军团骑士勋章。每年，在Podrute村都会举行纪念仪式，由克罗地亚军政代表、意大利与法国军队代表与欧盟、法国、意大利的外交官举办并出席。

## 脚注
1. ↑  Hoare 2010，第117頁.
2. ↑  Hoare 2010，第118頁.
3. ↑  ICTY & 12 June 2007.
4. ↑  The New York Times & 18 November 1991.
5. ↑  Armatta 2010，第194–196頁.
6. ↑  European Parliament 1992，H-0278/92.
7. ↑  Nacional & 14 November 2006.
8. 1 2  Los Angeles Times & 12 January 1992.
9. ↑  EUROMIL 2012.
10. ↑  Novi list & 27 May 2013.
11. ↑  Bellucci & Isernia 2003，第215頁.
12. ↑  Lucarelli & RSC 1995，第20頁.
13. ↑  Bethlehem & Weller 1997，第xxxiii頁.
14. ↑  Gazzetta Ufficiale & 25 May 1993.
15. ↑  Dubrovački vjesnik & 7 January 2010.